# Pseudocephalozia
Pseudocephalozia là một chi rêu trong họ Lepidoziaceae.